# Can Deu (masia a Sabadell)
Can Deu és una masia envoltada de bosc al nord-est del terme municipal de Sabadell, catalogada com a bé cultural d'interès local. Actualment acull el Museu de la Vida al Camp i dona nom al barri de Can Deu, que hi ha just a tocar. També allotja el Centre d'Activitats Ambientals i té una finca de 86 ha, majoritàriament de bosc, que funciona com a parc periurbà. Tots tres equipaments –el Museu de la Vida al Camp, el Centre d'Activitats Ambientals i el bosc de Can Deu– configuren l'Espai Natura Fundació Sabadell 1859, propietat de la Fundació Antiga Caixa Sabadell 1859.

## Història
Antigament, aquesta propietat es coneixia per mas Sallent, documentat des de la primeria del segle xi. i que va tenir un període d'expansió entre els segles xiv i xvi. Però al començament d'aquest darrer, la mort prematura dels hereus per causa de la pesta va deixar la casa en una situació crítica. Hi quedà només una filla, Isabel, que es casà amb Jaume Deu, de Sant Feliu de Codines. El 1637, la propietat ja apareix amb el nom de Can Deu.
El 1673, la filla del matrimoni, Isabel Deu i Sallent, hagué de vendre el mas i el molí d'en Sallent a Josep de Ferrer i Vinyals de la Torre, noble barceloní, oïdor de la Reial Audiència de Catalunya. El fill d'aquest, Manuel de Ferrer i Sitges, amplià la propietat, tot i que pel fet de ser austriacista va veure segrestats els seus béns per ordre del rei Felip V.
L'any 1776, la propietària Marianna de Ferrer va vendre la finca en encant públic a Anna Maria Miquel i Darrer, vídua del botiguer de teles Josep Miquel i Salas i casada amb Antoni Amat i Pont, per 22.500 lliures. En mans de la nova propietària i de la seva filla Josepa d'Amat i Miquel i el seu marit Josep Francesc Mornau, comerciant de Barcelona i comissari honorari de guerra, es va construir un molí, s'amplià la casa i augmentaren els establiments de rabassa morta de vinya. D'aquesta manera, el matrimoni Mornau-Amat va renunir la propietat dels dos gran molins drapers: el molí d'en Mornau i el molí de l'Amat.
El 1964, la Caixa de Sabadell va adquirir la finca per 35 milions de pessetes, segregant-ne 188.893 m², que va vendre 188.893 m² a Construcciones Fama SA per 5 milions. El 1967, l'entitat va encarregar a l'arquitecte Joaquim de Ros i de Ramis la restauració de la masia, on el 21 d'abril del 1972 es va inagurar el Museu d'Eines del Camp, una exposició permanent de més de 4000 eines agrícoles, amb il·lustracions del pintor Ramon Noé.
El 2000, el museu es va reconvertir en el Museu de la Vida al Camp, que inclou una exposició de 200 eines repartides en tres sales, dedicades al conreu del blat, de l'olivera i de la vinya. També s'hi pot visitar la cuina -amb una gran llar de foc i un forn de pa– i algunes habitacions del primer pis, com també la pallissa de l'entrada, on es conserven tres premses i una bota–, una sala amb carros i una altra que acull exposicions temporals.

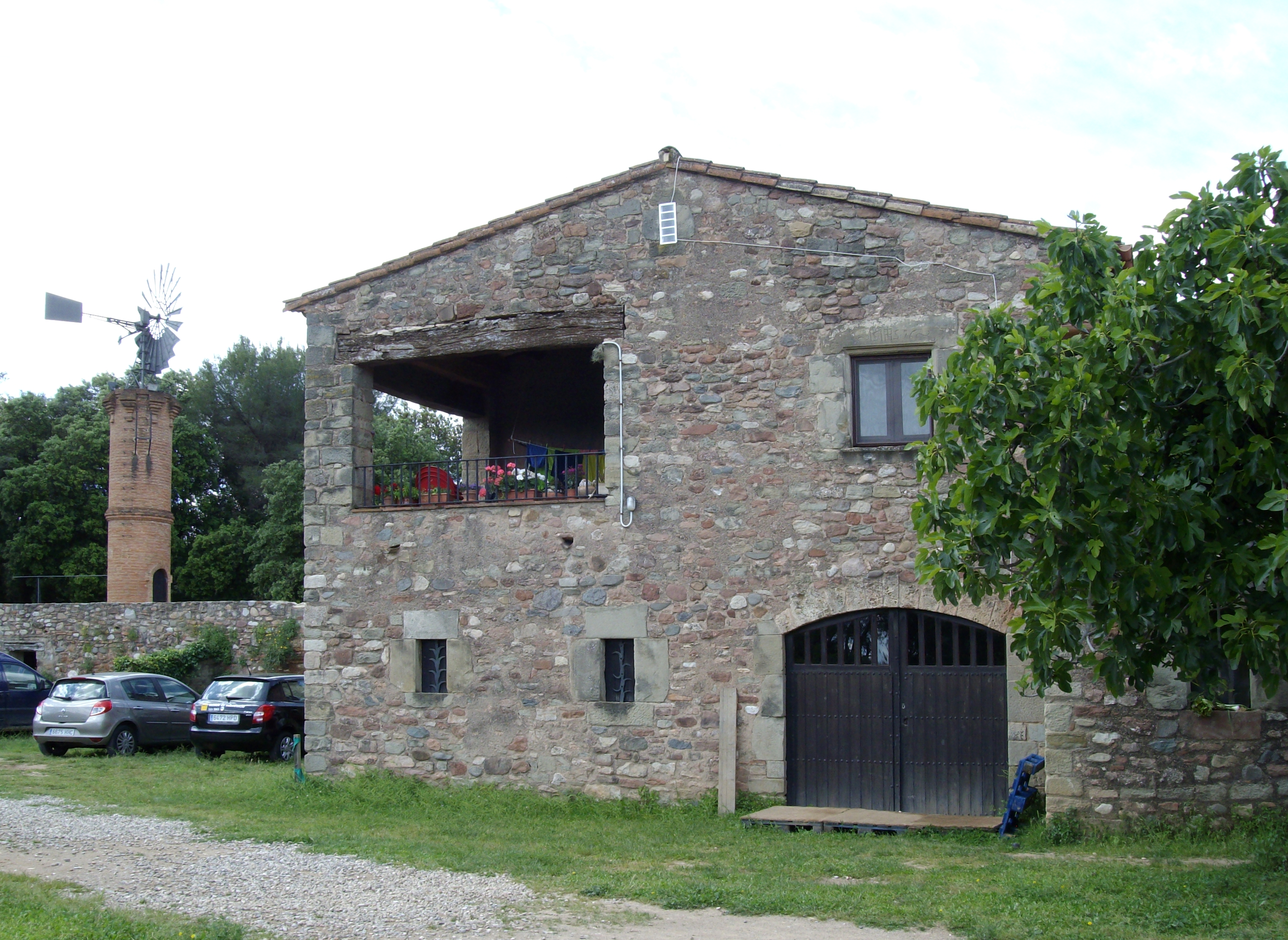
Masia de Can Deu, vista lateral

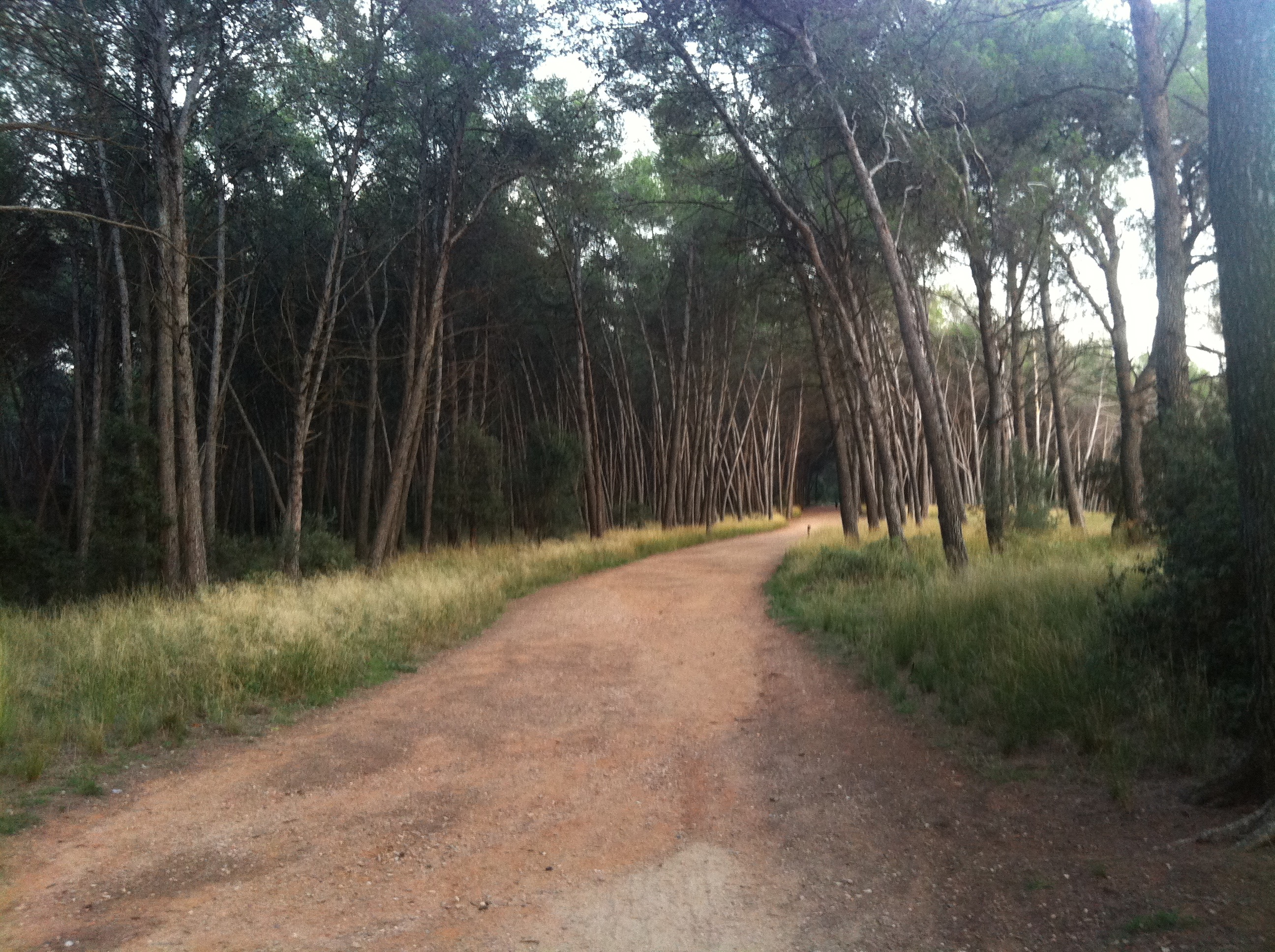
Bosc de Can deu abans de la ventada de 2014

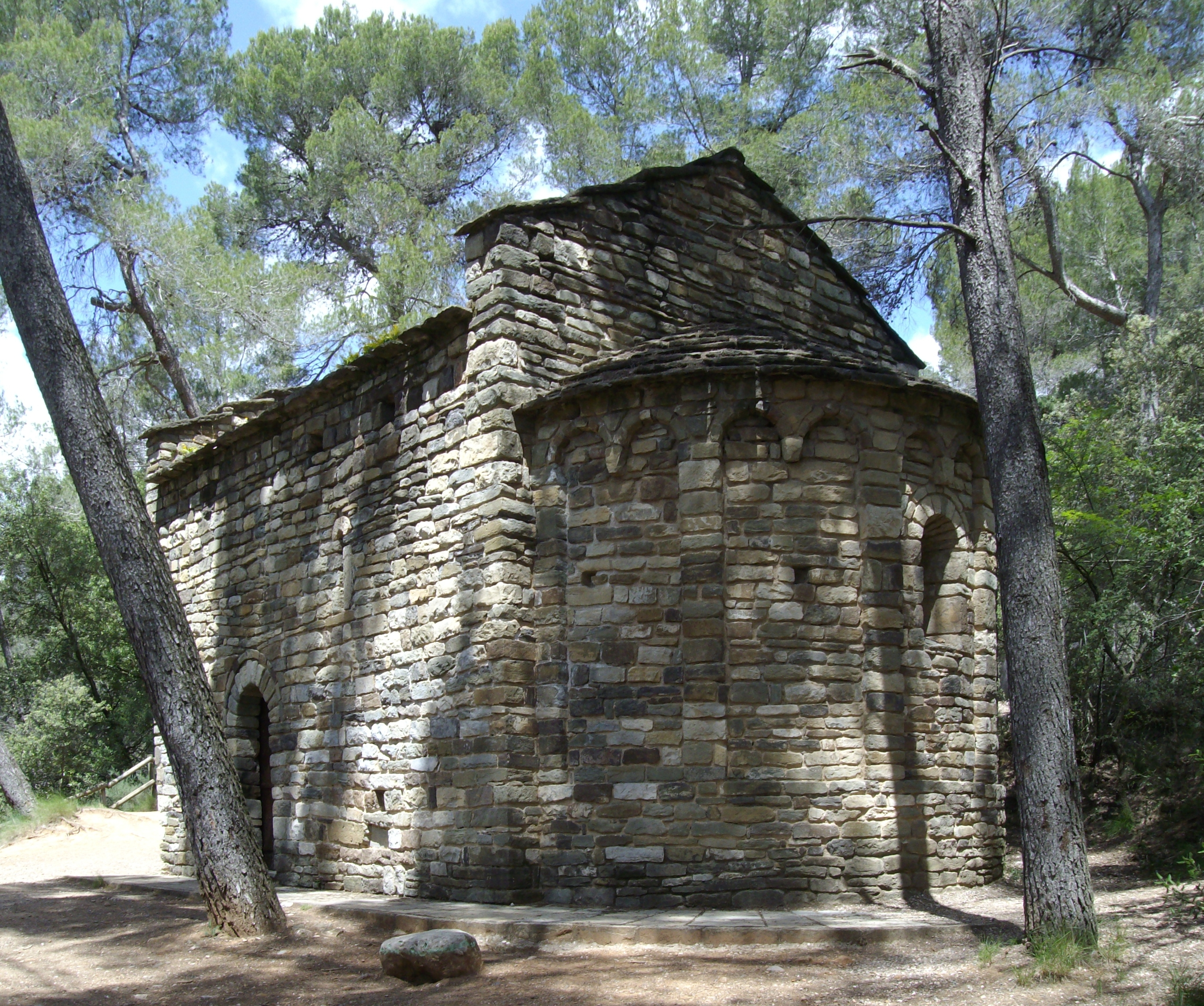
Ermita de Sant Vicenç de Verders, al costat de la masia

## Descripció

### Masia
El casal, orientat a migdia, respon a una de les formes típiques de masia vallesana, amb teulada a dues vessants i porta adovellada. Construït amb tàpia i pedra, té baixos, pis i golfes, amb tres cossos a cada planta. A la part del darrere hi ha adossat, a manera d'ampliació, un cos modern que li dona més profunditat.
El 1969, la Caixa d'Estalvis de Sabadell la va renovar i modificar força. Hi situà, per exemple, pedres amb inscripcions a les finestres, les quals no són originàries de la casa, sinó del Solà de Sant Esteve, masia de Santa Maria d'Oló. Al pis, hi situaren una dovella central –amb l'escut de la família– de la casa que els Amat de Palou tenien a la Plaça Major de Sabadell. Avui, però aquest escut es troba exposat al passadís d'accés a la sala del blat del museu.

### Bosc
El bosc de Can Deu està format principalment per pi blanc, amb força roures alzines –sovint encara arbustius–, i destaca per la seva antropització i per la manca d'espècies de sotabosc. Això és degut principalment a l'ús social del bosc i a les activitats de lleure que s'hi practiquen. Hi ha diferents rutes per fer a peu o en bicicleta que corresponen al GR 97. Hi ha una zona de pícnic amb barbacoes i una zona d'aparcament, així com un mirador des d'on es veuen la Mola i Castellar del Vallès. Segons el Pla d'Ordenació de Sabadell, està qualificat urbanísticament com a parc perirubà, com els de la Salut i Castellarnau.
La ventada del 9 de desembre de 2014 al Vallès va malmetre seriosament el bosc, i segons les primeres estimacions, hi van caure 45.000 arbres. Això va provocar una sèrie de protestes i movilitzacions veïnals demanant-ne la reforestació i reobrint-ne la qüestió de la municipalització. Els responsables van apostar per la reforestació natural i la plantació de nous exemplars, sobretot de pi blanc i d'alzina, a les zones amb més risc d'incendi, com els accessos.

### Ermita
Al costat de la masia hi ha l'ermita romànica de Sant Vicenç de Verders, que l'any 1974 fou traslladada i reconstruïda pedra per pedra des del seu emplaçament originari, avui colgat sota les aigües del pantà de Sau.